# Jack Dempsey
William Harrison (Jack) Dempsey (Manassa (Colorado), 24 juni 1895 — New York, 31 mei 1983) was een Amerikaanse zwaargewichtbokser, die wereldkampioen werd in de jaren tussen 1919 en 1926. Hij stond ook bekend onder zijn bijnaam de Manassa Mauler.

## Biografie
Geboren in Manassa, Colorado begon Dempsey als saloonvechter. Hij ontwikkelde een agressieve, zelfverzekerde stijl waarbij hij de tegenstander geen rust gunde. Hij was van 1919 tot 1926 wereldkampioen zwaargewicht en ook gekend als Kid Blackie. Hij verloor zijn titel in 1926 aan Gene Tunney.

## Trivia
Dempsey komt voor in het liedje De kleine man van de Nederlandse cabaretier Louis Davids: Dempsey gaat weer aan het boksen en krijgt weer 'n kwart millioen, / Om zich 'n kwartiertje suf te laten stompen, / En zijn tegenstander, als ie wint, een kwart millioentje meer, / Want die kereltjes laten zich niet lompen! / Wie snakt er naar zoo'n baan, zou, kreeg ie het gedaan, / Voor 'n tientje al zijn kiezen uit zijn kaken laten slaan?